# Rákosmente KSK
A Rákosmenti Községi Sport Kör, röviden RKSK  egy 1949-ben alapított magyar labdarúgóklub. Székhelye  Budapest XVII. kerületében található.

## Névváltozások
- 1947–1948 Rákoskerti MaDISz
- 1948–1950 Rákoskerti SzIT
- 1950–1951 Rákoskerti DISz
- 1956–? Rákoskerti SK
- ? - Rákosmenti Községi Sport Kör

## Sikerek
BLSZ I.
- Bajnok: 2008-09

Budapest Kupa
- Győztes: 2009